# Botschaft des Königreichs Belgien (Bonn)

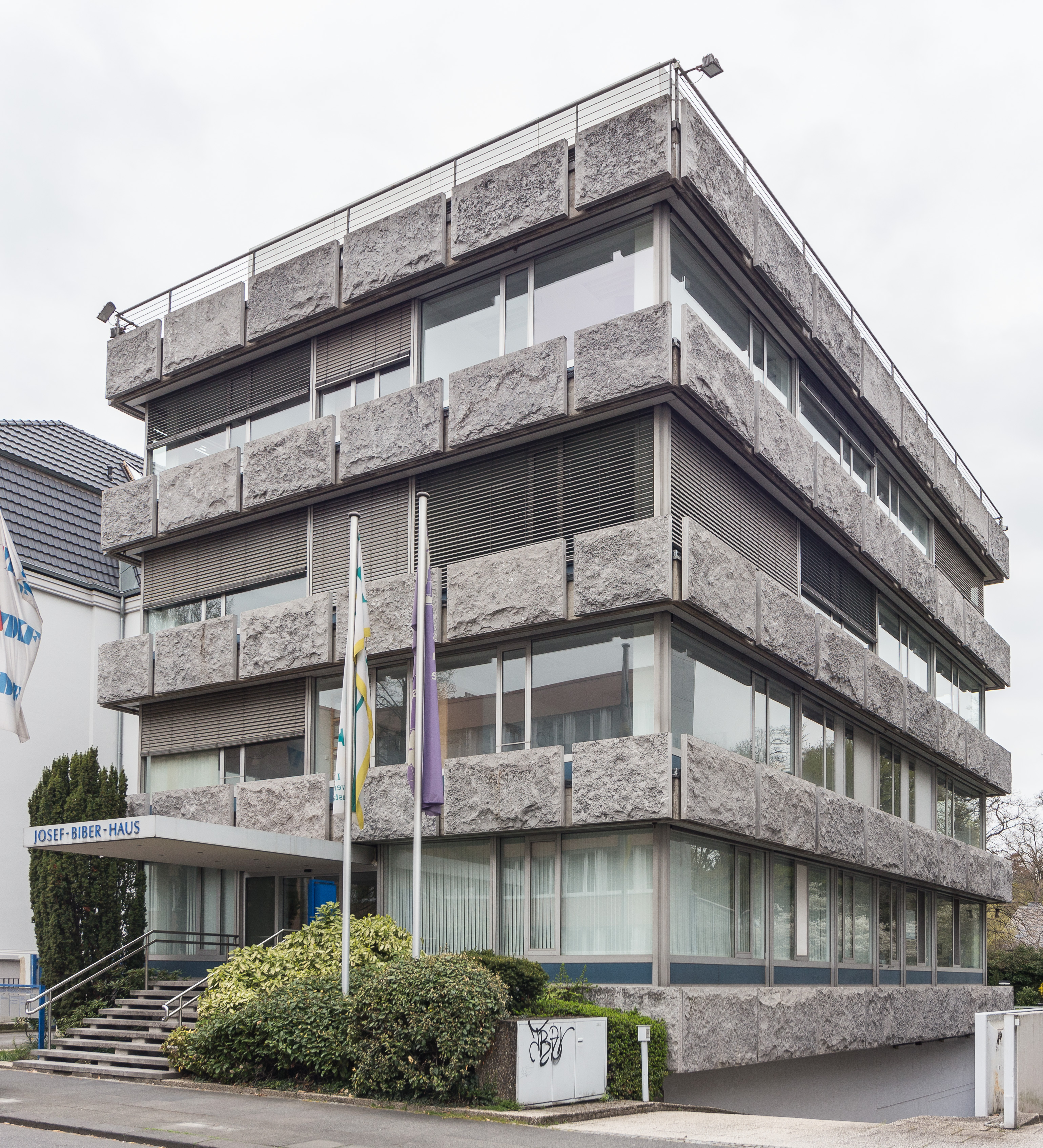
Ehemaliges Kanzleigebäude der belgischen Botschaft (2013)

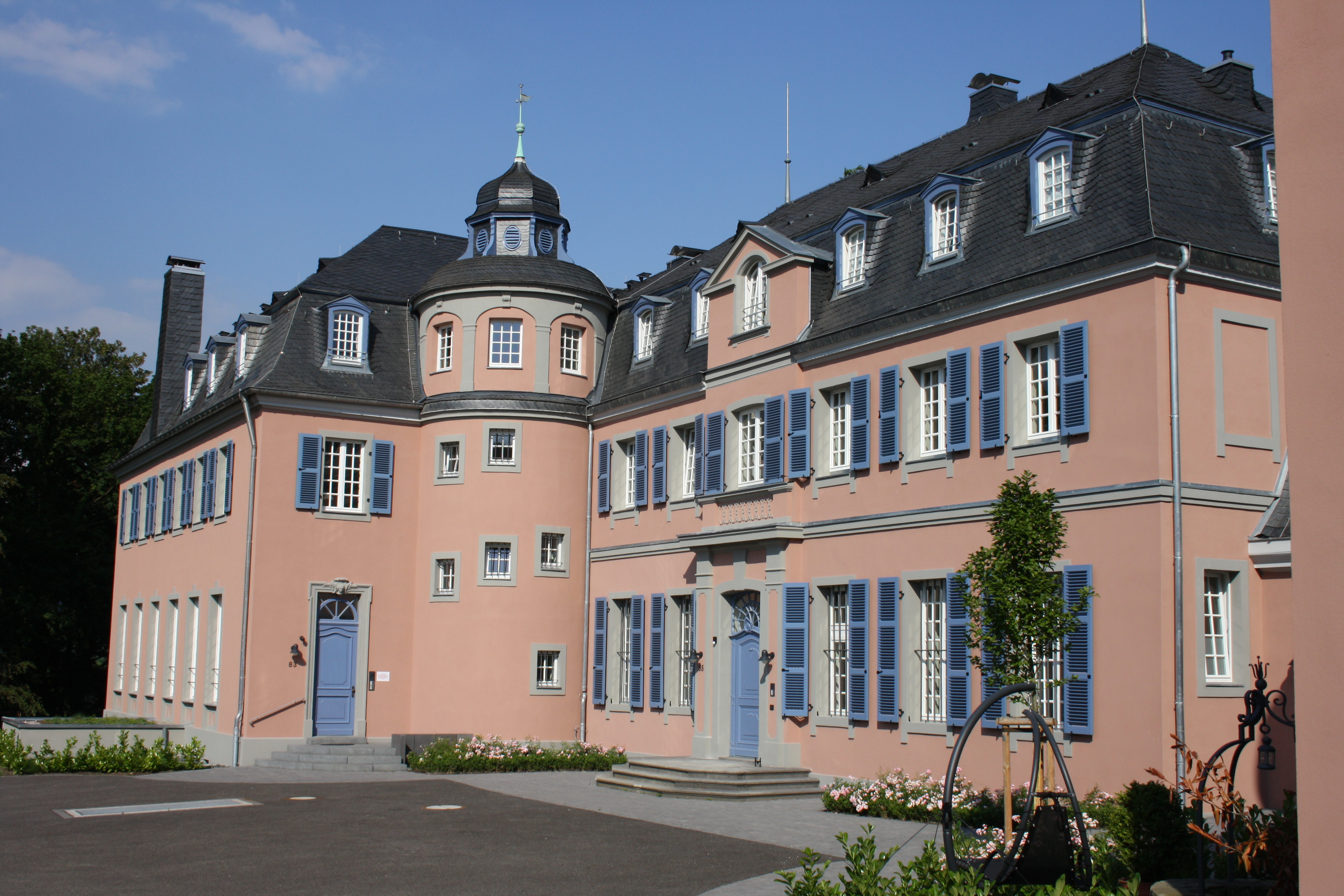
Kommende Muffendorf, 1953–1999 Residenz der Botschaft

Die Botschaft des Königreichs Belgien in der Bundesrepublik Deutschland hatte von 1951 bis 1999 ihren Sitz im Bonner Parlaments- und Regierungsviertel. Das ehemalige Kanzleigebäude der Botschaft, errichtet 1971/72, liegt im Ortsteil Gronau an der Kaiser-Friedrich-Straße (Hausnummer 7), einer Nebenstraße der Adenauerallee (B 9), gegenüber dem Bundeskartellamt (vormals Bundespräsidialamt).

## Geschichte

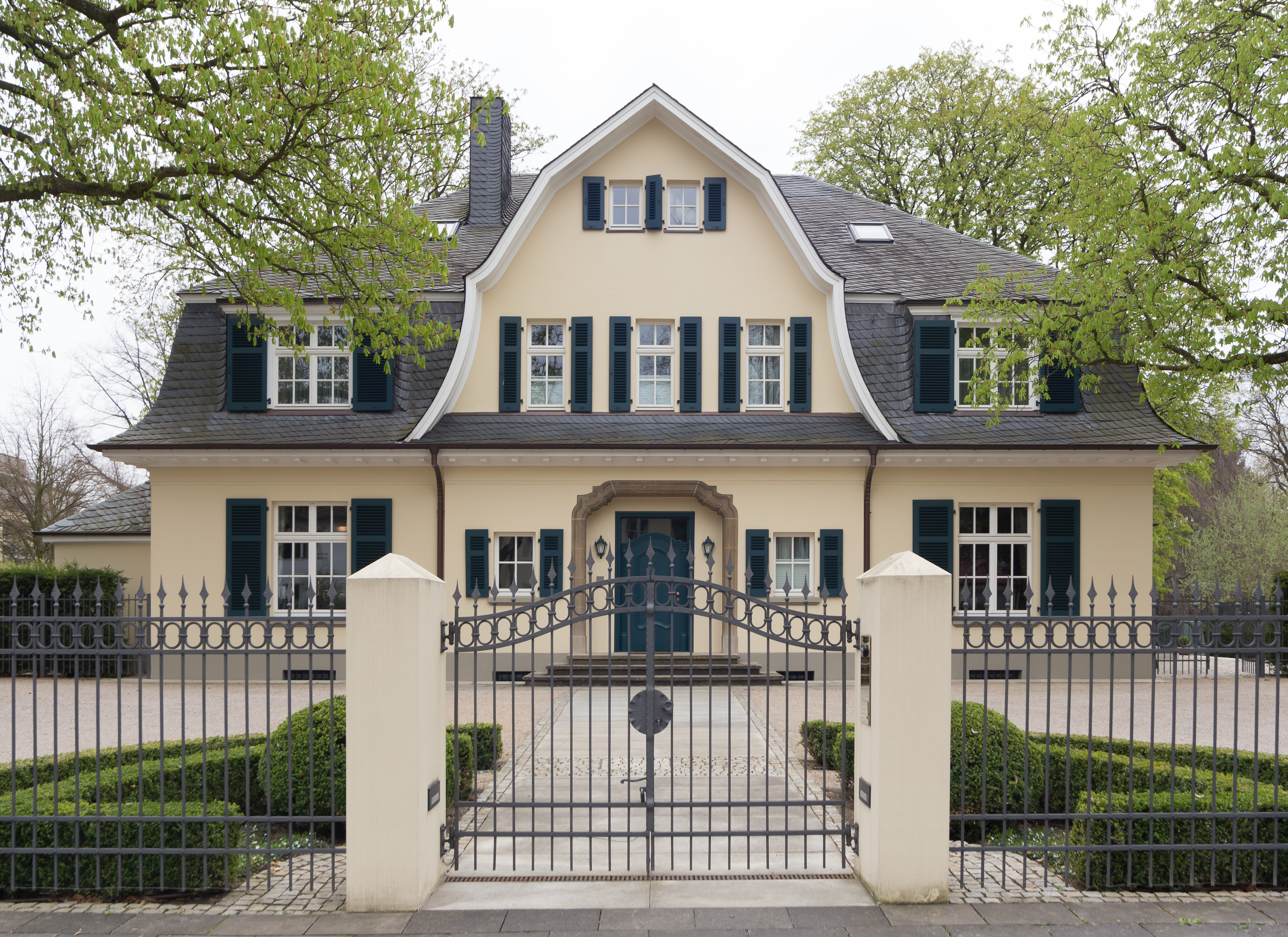
Villa Friedrich-Wilhelm-Straße 14, bis 1954 Kanzleigebäude der belgischen Botschaft (2013)

Belgien gehörte zu den elf Staaten, die bereits seit dem 15. Dezember 1949 mit einer diplomatischen Mission für die Bundesrepublik Deutschland bei der Alliierten Hohen Kommission am Regierungssitz Bonn akkreditiert waren. Die Funktion des Leiters der belgischen Mission nahm zunächst ein Gesandter wahr. Seine Residenz befand sich zunächst in dem Haus Kaiser-Friedrich-Straße 22 am Nordrand des neuen Parlaments- und Regierungsviertels, die Kanzlei der Mission war nach provisorischem Standort in der Görresstraße 42 spätestens ab 1951 in der zu diesem Zweck angemieteten Villa Friedrich-Wilhelm-Straße 14 beheimatet. Mit der Aufnahme diplomatischer Beziehungen zwischen beiden Ländern im Mai 1951 eröffnete Belgien dort die Kanzlei seiner Botschaft in der Bundesrepublik Deutschland. Als Residenz der Botschaft, Wohnsitz des Botschafters, wurde 1952 in Bad Godesberg die Kommende Muffendorf angekauft und spätestens 1954 bezogen. Daher konnte die Botschaftskanzlei am 30. Juni 1954 in das bisherige Residenzgebäude Kaiser-Friedrich-Straße 22 verlegt werden.
Als sich die belgische Regierung auf eine längere Präsenz am Regierungssitz Bonn einzustellen begann, plante sie um 1970 in derselben Straße einen Neubau der Botschaftskanzlei. Die Bundesvermögensstelle hatte die dort gelegene „Villa Pflüger“ (Kaiser-Friedrich-Straße 7), erbaut 1899 nach einem Entwurf aus dem Architekturbüro Kayser & von Großheim und zuletzt als Bürogebäude dienend, erworben und an Belgien verkauft. Sie wurde nach einem entsprechenden Bauantrag vom 25. Juni 1971 abgebrochen, um an ihrer Stelle das neue Botschaftsgebäude zu errichten. Mit dem Entwurf waren die durch den Bau des Atomiums (1958) bekanntgewordenen belgischen Architekten André und Jean Polak beauftragt, die für dieses Projekt eine Zusammenarbeit mit dem Kölner Atelier Peter Neufert/Mittmann eingingen. Die belgische Botschaft konnte das Bürogebäude spätestens 1972 beziehen. Die Informations- und Kulturabteilung, die Konsularabteilung sowie die Handelsabteilung der Botschaft befanden sich zuletzt am heutigen Standort des belgischen Generalkonsulats im „Belgischen Haus“ in Köln (Cäcilienstraße 46).
Im Zuge der Verlegung des Regierungssitzes zog die belgische Botschaft 1999 nach Berlin um (→ Belgische Botschaft in Berlin). In Bonn (Rheinweg 31, Ortsteil Gronau) wurde mindestens bis 2006 eine Außenstelle der Botschaft mit der Landwirtschaftsabteilung, zuletzt noch für Wallonien zuständig und von einem Botschaftsrat geleitet, belassen. Das ehemalige Botschaftsgebäude dient seit 2000 unter dem Namen „Josef-Biber-Haus“ als Sitz des Verbands Deutscher Kälte-Klima-Fachbetriebe (Gebäudeeigentümer) sowie weiterer Interessenvertretungen und Unternehmen, darunter des Weltstädteverbandes ICLEI – Local Governments for Sustainability.

## Gebäude
Das belgische Botschaftsgebäude, errichtet auf rechteckigem Grundriss und mit seiner Schmalseite zur Kaiser-Friedrich-Straße liegend, ist ein viergeschossiger Stahlbetonskelettbau mit zurückgesetztem Dachgeschoss. Die Fassade wird durch bandartig vorgehängte Natursteinplatten geprägt. Der Eingang befindet sich mittig und ist von einer Freitreppe eingefasst, er führt zu einer gläsernen Empfangshalle. Aufzug und Treppenhaus befinden sich im Kern des Gebäudes. Die Arbeitsräume sind als Großraumbüros konzipiert.

„Es sind die kontrastierenden Materialien, die in ihrer klaren, strengen Anordnung den Blick auf sich ziehen. Der [B]au besticht durch seine unverhohlene selbstbewusste Brutalität. (…) Anders als die kanadische Botschaft mit ihrer festungsartigen Geschlossenheit vermittelt die belgische Botschaft mit ihrem Materialgegensatz eine ungeheure Spannung.“